# Schreufa
Schreufa is een plaats in de Duitse gemeente Frankenberg/Eder, deelstaat Hessen, en telt 2000 inwoners (2007).